# Sylvie Tellier
Sylvie Tellier (Nantes, 28 maggio 1978) è una modella francese, vincitrice del titolo di Miss Lione 2001 e Miss Francia 2002.

## Biografia

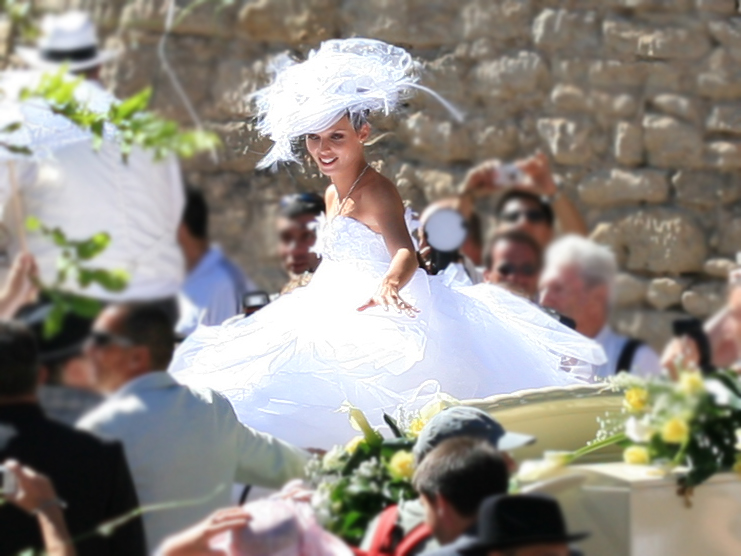
Sylvie Tellier nel 2007

Sylvie Tellier proviene da Les Sables-d'Olonne, Vandea, Paesi della Loira, dove la sua famiglia vive tuttora. Ha studiato giurisprudenza e possiede un master in diritto privato. Quando è stata eletta Miss Francia nel 2002, stava studiando per accedere alla Judicial National Institute di Lione per diventare un avvocato. In seguito ha partecipato anche a Miss Universo 2002.
Nel giugno 2004 ha partecipato al Rally of the Princesses, prestigioso rally di auto d'epoca, che si corre da Parigi a Monaco. In qualità di co-pilota, Sylvie Tellier e la sua compagna di team Sally Woodford-Brochet si sono piazzate seste nella gara durata cinque giorni.
Nel 2005 ha collaborato alla stesura del libro Sans compromis: Conversations avec Sylvie Tellier, Miss France 2002, scritto dalla sua amica Geneviève de Fontenay, organizzatrice del concorso Miss Francia.
Dal 2007 è diventata direttrice generale per l'organizzazione sia di Miss Francia che di Miss Europa, prendendo il posto lasciato vacante da Xavier de Fontenay.

### Vita privata
Il 23 giugno 2007 ha sposato Camille Le Maux a Gordes.